# Wildernisgebied
Onder wildernisgebied of natuurlandschap verstaat men een gebied dat niet of nauwelijks door mensen zou zijn en wordt beïnvloed. Dergelijke wel als wildernis aangeduide gebieden hebben nauwelijks bewoning of infrastructuur, zijn niet geperceleerd, en de waterhuishouding is er niet gereguleerd. Veel kenmerken van het cultuurlandschap, industriegebied en stedelijk gebied (urbaan landschap) ontbreken dus in deze gebieden.
Waar een natuurlijk landschap niet werd gewaardeerd, werd het onland of wildernis genoemd en waar mogelijk omgezet in voor de mens bruikbaar land of water. Vanaf de twintigste eeuw worden wildernisgebieden in de westerse wereld als waardevol beschouwd. De internationale natuurbeschermingsorganisatie IUCN heeft wildernisgebieden binnen haar systematiek van natuurgebieden aangeduid als de categorie die de strengste bescherming verdient. Het doel van de instelling van dit soort gebieden is meestal het kunnen verrichten van wetenschappelijk onderzoek, de monitoring van milieuveranderingen of de strikte bescherming ervan vanwege de vegetatie, fauna of geologie. Verschillende landen (onder meer de VS, Zuid- Afrika, Canada en Australië) hebben wildernisgebieden (wilderness areas) aangewezen en bepaald dat menselijke invloeden daar tot een minimum beperkt moeten zijn. In veel landen streeft men naar nieuwe wildernis.

## Wereld
De omvang van het wildernisgebied op de wereld wordt geschat op 20% tot 50% van het aardoppervlak. Een deel daarvan, in 2003 zo'n 11,5% van het aardoppervlak, is aangewezen als beschermd gebied. De wildste gebieden op aarde omvatten onder andere het zuidpoolgebied, de toendra, taiga, regenwouden, het Tibetaans Hoogland, de Australische outback en woestijnen als de Sahara en de Gobiwoestijn.
Het begrip wildernis heeft vooral in de recente geschiedenis van de Verenigde Staten een belangrijke rol gespeeld. Bij de oprichting van de nationale parken was het beschermen van wildernis in de zin van oorspronkelijke, ongestoorde en spontane natuur een belangrijke overweging. In de VS bestaan inmiddels vele zogenaamde speciale wilderness areas, die strikt beschermd zijn binnen het National Wilderness Preservation System, soms als onderdeel van nationale parken. In 2010 waren er ruim 750 wilderness areas in de VS. Het land kent hiertoe ook speciale wetgeving, de zogenaamde Wilderness Act. Een wildernisgebied moet ten minste 20 km² groot zijn (afgezien van eilanden) en mag alleen bezocht worden te paard, per kano of te voet. Uitzonderingen vormen de grote wildernisgebieden in Alaska. Buiten Alaska is Death Valley Wilderness in Californië en Nevada (12.544.3 km2) het grootste wildernisgebied, onderdeel van het Death Valley National Park. 
Ook de IUCN gebruikt het begrip in deze betekenis: "een groot niet of nauwelijks aangetast gebied dat zijn natuurlijke karakter heeft bewaard en waar geen of nauwelijks menselijke bewoning plaatsvindt en dat zodanig beschermd en beheerd wordt dat het natuurlijke karakter gegarandeerd is". 
Buiten de VS zijn er in verschillende landen wilderness areas aangewezen, onder meer in Nieuw-Zeeland en Australië.
Europa kent ook een aantal wildernisgebieden, zoals Urwald Rothwald/Dürrenstein in Oostenrijk. 
Duitsland wil uiteindelijk 2% van het grondgebied de status van wildernisgebied geven.

## Nederland en België
Wildernisgebieden uitgaande van oorspronkelijkheid of spontane natuur van enige omvang bestaan in Nederland en België niet. Mogelijk kunnen delen van de bossen en de Noordzee wildernisgebied genoemd worden. Delen van de Nederlandse Zeeuwse delta (inclusief de Biesbosch), het waddengebied en de Veluwe en delen van de Belgische Ardennen ziet men wel als wildernis. In Nederland en België vinden we de oude betekenis van wildernis, in de zin van onbruikbaar 'onland' of 'woeste grond' hier en daar nog terug in geografische namen, zoals bij de Harense Wildernis in Groningen, het moeras Wildernis bij Leimuiden en het bosrijke gebied Wildernis bij Stekene. In Friesland is er de Bremer wildernis waar de natuur zich niet liet reguleren en het gebied om die reden de aanduiding wildernis kreeg.

## Nieuwe wildernisgebieden
Vanaf ongeveer 1970 is er vanuit ethische, ecologische en esthetische overwegingen meer belangstelling voor wildernis ontstaan en probeert men in Europa en de VS nieuwe wildernis te maken oftewel gebieden - wildernisgebieden - die worden ingericht en beheerd naar een model van een ver verleden of een dynamisch dan wel compleet ecosysteem. In Nederland geeft een van de organisaties met dit doel, Stichting Kritisch Bosbeheer, een blad uit met de naam Nieuwe Wildernis. Ook het Wereldnatuurfonds is bij dergelijke initiatieven betrokken. Voorbeelden van nieuwe wildernis die via natuurontwikkeling zijn ontstaan zijn de Oostvaardersplassen en delen van de uiterwaarden van het Gelderse rivierengebied De Gelderse Poort. Nieuwe natuur of nieuwe wildernis die zo is ontstaan zou zich na lange tijd zonder of met matige menselijke beïnvloeding ontwikkelen tot een vorm van natuur die lijkt op wildernis. In 2013 heeft Staatsbosbeheer 10 wildernisgebieden aangewezen, waaronder de Oostvaardersplassen, de Gelderse poort, enkele boswachterijen en drie door deze organisatie beheerde nationale parken: het Lauwersmeergebied, de Biesbosch en het Drents-Friese Wold. In de VS bestaan eveneens talloze van dergelijke wildernisprojecten, die er toe moeten leiden dat er veel meer wildernisgebieden ontstaan.

## Trivia
In Nederland bestond het blad de Nieuwe Wildernis (sinds 1995), uitgegeven door Stichting Kritisch Bosbeheer en is er de vereniging De Nieuwe Wildernis (sinds 2009), die zich inzet voor wildernisgebieden in Drenthe. 
In 2013 is de film De Nieuwe Wildernis uitgebracht over de Oostvaardersplassen.